# Epidemija
Epidemija (iz grščine epi- 'na' in demos 'ljudje') je nenaden izbruh in hitro širjenje nalezljive bolezni v človeški populaciji, ki močno presega normalno obolevnost oziroma incidenco v populaciji. Definicija epidemije določene bolezni je tako odvisna od pričakovane pogostosti bolezni: nekaj primerov redke bolezni v populaciji označujemo za epidemijo, medtem ko mnogo več primerov pogoste, npr. prehlada, ne. Posebno hude in geografsko zelo razširjene epidemije označujemo z izrazom pandemija. Z epidemijami se ukvarja epidemiologija.

## Zgodovina
Epidemije so se začele pojavljati, ko so ljudje pričeli organizirano živeti v večjih skupnostih. Sprva so jih pripisovali nadnaravnim silam, saj niso poznali vzrokov ter načinov obvladovanja. V zgodovini so se zoper epidemijam borili na različne, pogosto tudi iracionalne načine. V Svetem pismu je na primer navodilo, da je treba gobavce osamiti, bolnike s kapavico (gonorejo) pa obvezno kopati. Med ukrepi za preprečevanje širjenja bolezni v obdobju epidemije so bili na primer prepoved druženja, zapiranje mestnih vrat, poostrena higiena, pokopavanje trupel zunaj naselij in sežiganje kužnih predmetov. Bistveni napredek je pomenila uvedba karantene v 14. stoletju, zlasti pa sta za nadzor nad epidemijami prelomna odkritje povzročiteljev nalezljivih bolezni ter priprava uspešnih cepiv proti njim v 19. in 20. stoletju.

## Primeri velikih epidemij
- Črna smrt, epidemija kuge, ki se je pričela v 14. stoletju v Evropi in povzročila samo v Evropi smrt okoli 25 milijonov ljudi.
- Španska gripa, huda oblika aviarne influence med letoma 1918 in 1919, po ocenah naj bi povzročila smrt od 50 do 100 milijonov ljudi.
- HIV/aids, virusna okužba imunskega sistema, ki je bila prvič odkrita leta 1981 in je do danes povzročila smrt več kot 25 milijonov ljudi.
- Pandemija koronavirusne bolezni 2019, začela se je marca 2020.